# キム・ジウン (女優)
キム・ジウン（김지은、1988年9月28日 - ）は、韓国の女優である。2009年にデビュー。妹は音楽家のジャーニー。

## 出演作品

### ドラマ
- 私はチャン・ボリ！（2014年、MBC）
- ドクター異邦人（2014年、SBS）
- モダン・パーマー（2014年、SBS）
- スウェーデンのランドリー（2014年-2015年、MBC）
- 狎鴎亭白夜（2014年-2015年、MBC）
- ジキルとハイドに恋した私（2015年、SBS）
- 青い鳥の輪舞（2015年、KBS2）
- 家族を守れ（2015年、KBS2）
- お願い、ママ（2015年-2016年、KBS2）
- 六龍が飛ぶ（2015年-2016年、SBS）
- 子供が5（2016年、KBS2）
- ミセスカップ2（2016年、SBS）
- 笛を吹く男（2016年、tvN）
- グッドワイフ〜彼女の決断〜（2016年、tvN）
- オクニョ 運命の女（2016年、MBC）
- 戦う鬼ああ（2016年、tvN）
- 月桂樹洋服店紳士たち（2016年-2017年、KBS2）
- 浪漫ドクターキム・サブ（2016年-2017年、SBS）
- 黄金のポケット（2016年-017年、MBC）
- 青い海の伝説（2016年-2017年、SBS）
- 君の恋愛実験（2017年、MBC）
- 名前のない女（2017年、KBS2）
- 魔女の法廷（2017年、KBS2）
- ジャグラス～氷のボスに恋の魔法を～（2017年-2018年、KBS2）
- ミストレス（2018年、OCN）
- 私の恋したテリウス〜A Love Mission〜（2018年、MBC）
- アゲイン・マイ・ライフ～巨悪に挑む検事～（2022年、SBS）

### 映画
- 4時間目推理領域（2009年）
- 報復者（2013年）
- 治外法権（2015年）

### ミュージック・ビデオ
- ファン・ホンス「Napoleon」（2015年）

### 広告
- 2010年 インテル
- 2013年 ソウルメトロ
- 2013年 アイオペ -バイオエッセンスマスク
- 2014年 STCライフ  - EI solutions化粧品
- 2014年 フィッシュアプリ
- 2015年 GS25 - モバイルポップ
- 2016年〜2017年 蔚山広域市 - 2017蔚山訪問の年
- 2016年〜2017年 ソウル市青年手当